# Le Monde lyonnais
Le Monde lyonnais est une revue littéraire et artistique lyonnaise, à parution mensuelle, fondée en 1880.
Son siège était situé au numéro 79 de la place des Jacobins.
La revue a été successivement dirigée par François Collet, F. Pitrat puis à nouveau François Collet.